# Wola Zarczycka (gmina)
Wola Zarczycka (alt. Wola Żarczycka) – dawna gmina wiejska istniejąca w latach 1973–1976 w woj. rzeszowskim (dzisiejsze woj. podkarpackie). Siedzibą władz gminy była Wola Żarczycka.
Po raz pierwszy gmina istniała przejściowo podczas II wojny światowej w powiecie Jaroslau. Utworzona została przez hitlerowców z obszaru gminy Jelna oraz ze wschodniej części gminy Kamień. Składała się z miejscowości Hucisko, Jelna, Łętownia, Łukowa, Ruda Łańcucka, Sarzyna, Wola Zarczycka i Wólka Niedźwiedzka. Zniesiona po wojnie, przekształcona w gminę Ruda Łańcucka.
Gmina Wola Zarczycka została utworzona 1 stycznia 1973 roku w woj. rzeszowskim (powiat leżajski). Składała się z 3 sołectw: Łętownia, Wola Zarczycka i Wólka Łętowska. 1 czerwca 1975 roku gmina znalazła się w nowo utworzonym mniejszym woj. rzeszowskim.
2 lipca 1976 roku gmina została zniesiona przez połączenie jej terenów z gminą Nowa Sarzyna w gminę Nowa Sarzyna.